# 666〜サタン〜
『666〜サタン〜』（サタン ろくろくろく）は、岸本聖史による日本の漫画作品。『月刊少年ガンガン』（スクウェア・エニックス）にて、2001年から2007年まで連載された。単行本は全19巻。英語版のタイトルは『O-Parts Hunter』（オーパーツハンター）。

## 概要
悪魔の力を持つ主人公と、伝説のオーパーツを探すヒロインが、悪魔と天使の力を狙う者達と戦うアクション漫画。2部構成となっており、1～53話を第1部、54～76話（最終話）を第2部としている。
連載当初から、作者・岸本聖史の双子の兄・岸本斉史の作品である「NARUTO -ナルト-」と作風や設定が似ていることをファンレター等で度々指摘されており、それに対して単行本1巻のおまけページにおいて「ガキのころから受けていた影響が同じだから似ているかもしれません。」と説明している。

## あらすじ
思慮ある者にその“獣”の数を数えさせよ。それは人の数であり、その数は… 666。
トレジャーハンターの少女ルビィは、伝説のオーパーツを探す旅の途中、世界征服を目指す少年ジオに出会う。しかし、ジオには圧倒的な力を持つもう一つの人格、サタンが存在した。ジオとルビィと仲間達の、天使と悪魔、そして伝説のオーパーツを巡る旅が始まった。

## 用語
オーパーツ
世界各地の遺跡から発掘される、特殊な効力（エフェクト）を持つ古代の道具。誰にでも扱える訳ではなく、O.P.T.と呼ばれる特殊な人間のみが扱うことが出来る。オーパーツ鑑定人によってEからSSまでの7段階評価でランク分けされる。ランクはエフェクトや武器としての性能などを元に決められるが、使い手の応用力によるので実際は未知数。
O.P.T.（オプト）
O-Parts Tacticianの略称。体から噴き出す生命エネルギー「スピリッツ」を操れる者達で、2万人に一人の割合で存在する。またスピリッツの質によってエフェクトが多少変化する場合がある。
レシピ
天使と悪魔、またはこれらを体内に宿す人間を指す言葉。
伝説のオーパーツ
はるか昔、アルカード・スピリッツが世界を征服したときに使用したと言うオーパーツ。2つ存在し、両方を揃えないと効果がない。
カバラ
悪魔や天使を収めるための遺跡。北極にステア政府が管理する正カバラが、南極にゼノムが管理する逆（リバース）カバラが存在する。カバラには10のセフィロトがあり、正カバラには偉大な大天使の名が、逆カバラには強大な大悪魔の名が刻まれている。
元々はソロモン機関が神を元に作り上げた情報収集記憶装置（兵器）で、収集のバランスを取るため2つに分け、さらに10ずつのセフィロトを作り、その中に核を設け、それぞれの分野での効率的情報収集を目的としていた。そして、核達は次第にその情報分野の濃密な集合体となり、それぞれの姿を騙り、作り出した。これが天使と悪魔である。
天使
正カバラのレシピ。創造を司る。
1. メタトロン（王冠）
2. ラツィエル（知恵）
3. ザフキエル（理解）
4. サドキエル（慈悲）
5. サマエル（峻厳）
6. ミカエル（美）
7. ハミエル（勝利）
8. ラファエル（栄光）
9. ガブリエル（基盤）
10. サンダルフォン（王国）
悪魔
逆カバラのレシピ。破壊と滅亡を司る。
1i サタン（無神論）
2i. ベルゼブブ（愚鈍）
3i. ルキフグス（拒絶）
4i. アシュタロス（無感動）
5i. アスモデウス（残酷）
6i. ベルフェゴール（醜悪）
7i. バール（色欲）
8i. アドラマレク（貪欲）
9i. リリス（不安定）
10i. ナヘマー（物質主義）

## 単行本
- 第1巻：ISBN 978-4-7575-0597-1
- 第2巻：ISBN 978-4-7575-0697-8
- 第3巻：ISBN 978-4-7575-0810-1
- 第4巻：ISBN 978-4-7575-0873-6
- 第5巻：ISBN 978-4-7575-0963-4
- 第6巻：ISBN 978-4-7575-1072-2
- 第7巻：ISBN 978-4-7575-1143-9
- 第8巻：ISBN 978-4-7575-1220-7
- 第9巻：ISBN 978-4-7575-1296-2
- 第10巻：ISBN 978-4-7575-1363-1
- 第11巻：ISBN 978-4-7575-1454-6
- 第12巻：ISBN 978-4-7575-1551-2
- 第13巻：ISBN 978-4-7575-1624-3
- 第14巻：ISBN 978-4-7575-1701-1
- 第15巻：ISBN 978-4-7575-1796-7
- 第16巻：ISBN 978-4-7575-1983-1
- 第17巻：ISBN 978-4-7575-2026-4
- 第18巻：ISBN 978-4-7575-2129-2
- 第19巻：ISBN 978-4-7575-2216-9